# Aghbalou (Maroc)
Pour l’article homonyme, voir Aghbalou.
Aghbalou (en tamazight ⴰⵖⴱⴰⵍⵓ, en arabe : اغبالو) est une commune rurale marocaine de la province de Midelt, dans la région de Drâa-Tafilalet. Elle a pour chef-lieu une petite ville du même nom.

## Histoire
La commune d'Aghbalou a été rattachée à la province de Midelt en 2009, lorsque celle-ci a été créée. Auparavant, elle faisait partie de la province de Khénifra. C’est faux

## Démographie
De 1994 à 2004, la population de la commune d'Aghbalou est passée de 7 258 à 8 292 habitants.
Lors du recensement de 2004, son chef-lieu a été défini pour la première fois en tant que centre urbain de la commune, sa population étant alors de 1 703 habitants.